# Walter Reisch
Walter Reisch (* 23. Mai 1903 in Wien; † 28. März 1983 in Los Angeles) war ein österreichisch-US-amerikanischer Drehbuchautor, Liedertexter und Filmregisseur. Er war der Cousin von Georg Kreisler.

## Leben und Werk
Zum Film kam Walter Reisch bereits 1918 während seiner Schulzeit, da er über eine Nebentätigkeit als Theaterstatist Gelegenheit erhielt, Komparsengruppen für Filmproduktionen zusammenzustellen. Ein angefangenes Medizinstudium brach er ab, als ihm ein längerfristiges Engagement bei einer Filmgesellschaft angeboten wurde. Er übernahm hier verschiedene, meist organisatorische, Aufgaben und arbeitete als Produktionsassistent unter anderem mit Alexander Korda zusammen. Nebenbei schrieb er für die Presse Artikel, Feuilletonbeiträge und Gedichte. Gleichzeitig begann er mit dem Schreiben von Drehbüchern, die oft verwendet wurden, ohne dass sein Name im Vorspann genannt wurde.
Ab 1930 arbeitete Walter Reisch bei der Berliner Super-Film GmbH, wo er innerhalb von zwei Jahren sechsmal mit dem Regisseur Géza von Bolváry zusammenarbeitete. Ebenfalls ab 1930 arbeitete er unter Erich Pommer auch für die Ufa. Nach der Machtergreifung der Nationalsozialisten 1933 musste Reisch seiner jüdischen Abstammung wegen nach Wien zurückkehren, wo er das Drehbuch für Willi Forsts Film Maskerade (1934) schrieb. Mit Paula Wessely, die auch in Maskerade die Hauptrolle gespielt hatte, inszenierte er nach einem eigenen Drehbuch den Film Episode (1935). Damit gelang ihm nach Maskerade ein weiteres Meisterwerk des Wiener Films und zudem eine gelungene Umsetzung der Atmosphäre Wiens zur Zeit der Inflation 1922. Der Film war auch die einzige österreichische Produktion unter Mitwirkung von Juden, die nach 1933 noch zur Aufführung im nationalsozialistischen Deutschland zugelassen wurde.

„Das Buch zu dem Film Bezaubernde Augen, der von Carmine Gallone in
Italien inszeniert wurde, stammt von Walter
Reisch. Ein Meister der Filmdramaturgie, wie
Reisch, versteht es, auch aus einem nicht allzu ergiebigen Stoff ein dramatisch stark akzentuiertes Filmmanuskript zu bauen. […] Reisch hat eine Episode aus dem Dasein Bellinis herausgegriffen: den Mißerfolg der Norma und die Erneuerung und Rettung dieser Oper durch die Einfügung eines wunderbaren Liebesliedes Casta Diva […]“

Als ihm die MGM einen Vertrag anbot, ging Walter Reisch im September 1937 nach Hollywood, wo er in den folgenden Jahren Drehbücher für Filme mit den bedeutendsten weiblichen Stars der MGM schrieb: Greta Garbo, Olivia de Havilland, Hedy Lamarr, Vivien Leigh, Merle Oberon, Lana Turner und Ingrid Bergman. 1942 erwarb er die amerikanische Staatsbürgerschaft. 1946 wechselte er zur Universal, 1947 zur Paramount, 1949 zur 20th Century Fox, wo er Drehbücher u. a. für Filme mit Marilyn Monroe und Barbara Stanwyck schrieb. Seit 1954 schrieb Reisch wiederholt auch für deutsche Filmgesellschaften. Walter Reisch wurde 1954 mit einem Oscar für das Drehbuch zu Untergang der Titanic (1953) ausgezeichnet.
Ende der 1970er Jahre schrieb Reisch auf der Grundlage von Maskerade eine Operette gleichen Namens, zusammen mit seinem Cousin Georg Kreisler, der die Musik komponierte. (Reisch unterstützte Kreisler und seine Eltern, nachdem sie 1938 ohne Hab und Gut vor den Nazis in die Vereinigten Staaten geflohen waren und Kreisler hatte schon 1946 bei dem Film Song of Scheherazade in Hollywood mit Reisch zusammengearbeitet). Eigentlich war Robert Stolz dafür vorgesehen, die Musik zu schreiben, der aber 1975 im Alter von 95 Jahren verstarb, als er gerade damit begonnen hatte. Die Uraufführung fand 1983 bei den Wiener Festwochen im Theater in der Josefstadt unter Kreislers musikalischer Leitung statt und lief zwei Spielzeiten vor ausverkauftem Haus. Seither wurde das Werk nie mehr gespielt. Reisch erlebte die Aufführung nicht mehr, da er schwer erkrankte und am 28. März 1983 in Los Angeles verstarb.
Walter Reisch war seit 1935 in zweiter Ehe mit der Tänzerin Poldi Dur alias Elisabeth (Lisl) Handl verheiratet, die in einigen von Reischs österreichischen Filmen als Nebendarstellerin auftrat.

## Filmografie
Drehbuch, wenn nicht anders angegeben:
- 1921: Miss Hobbs oder Los vom Mann[2]
- 1921: Die Narrenkappe der Liebe – Regie-Assistenz
- 1924: Der Fluch
- 1925: Leibfiaker Bratfisch
- 1925: Frauen aus der Wiener Vorstadt
- 1925: Ein Walzer von Strauß
- 1925: Oberst Redl
- 1926: Schützenliesl
- 1926: Küssen ist keine Sünd’
- 1926: Die Pratermizzi
- 1927: Faschingszauber
- 1927: Hotel Erzherzogin Viktoria (Seine Hoheit, der Eintänzer)
- 1927: Tingel-Tangel
- 1927: Ein rheinisches Mädchen beim rheinischen Wein
- 1927: Ein Mädel aus dem Volke
- 1927: Die indiskrete Frau
- 1927: Die elf Teufel
- 1927: Die Beichte des Feldkuraten
- 1927: Der Bettelstudent
- 1927: Das Heiratsnest
- 1928: Dragonerliebchen
- 1928: Die Zirkusprinzessin
- 1928: Der Faschingsprinz
- 1929: Die Frau, die jeder liebt, bist Du!
- 1929: Der Held aller Mädchenträume
- 1928: Fräulein Fähnrich
- 1929: Schwarzwaldmädel
- 1929: Achtung! — Kriminalpolizei!
- 1929: Donauwalzer
- 1929: Die süße Yvonne
- 1929: Die Nacht gehört uns – Drehbuch, Liedtexte
- 1929: Dich hab’ ich geliebt
- 1929: Der schwarze Domino
- 1929: Der lustige Witwer
- 1930: Zwei Herzen im 3/4 Takt – Drehbuch, Liedtexte
- 1930: La Nuit est à nous
- 1930: Wie werde ich reich und glücklich?
- 1930: Mach’ mir die Welt zum Paradies
- 1930: Hokuspokus – Drehbuch, Liedtexte
- 1930: The Temporary Widow
- 1930: Ein Tango für Dich – Drehbuch, Liedtexte
- 1930: Die singende Stadt
- 1930: Die lustigen Weiber von Wien – Drehbuch, Liedtexte
- 1930: Der Herr auf Bestellung
- 1930: Das Lied ist aus  – Drehbuch, Liedtexte (Géza von Bolváry,  Regisseur)
- 1930: Das Flötenkonzert von Sans-souci
- 1930: Brand in der Oper
- 1930: Barcarolle d’amour
- 1931: Liebeskommando
- 1931: Im Geheimdienst
- 1931: Der Raub der Mona Lisa – Drehbuch, Liedtexte
- 1932: Un rêve blond
- 1932: Die Gräfin von Monte Christo – Drehbuch, Liedtexte
- 1932: The Only Girl
- 1932: I.F.1 ne répond plus
- 1932: F.P.1 antwortet nicht
- 1932: F.P.1
- 1932: Ein blonder Traum – Drehbuch, Liedtexte
- 1932: Der Prinz von Arkadien – Vorlage
- 1933: Moi et l’Impératrice
- 1933: Ich und die Kaiserin – Drehbuch, Liedtexte
- 1933: Saison in Kairo
- 1933: Idylle au Caire
- 1933: Prince of Arcadia – Vorlage
- 1933: Leise flehen meine Lieder
- 1934: So endete eine Liebe
- 1934: Du bist für mich die schönste Frau (Two Hearts in Waltz Time)
- 1934: Maskerade
- 1935: Seitensprung (Escapade)
- 1935: Bezaubernde Augen (Casta diva)
- 1935: Episode – Regie, Liedtexte, Produzent, Drehbuch
- 1935: Maddalena (The Divine Spark)
- 1936: Silhouetten – Regie, Liedtexte, Produzent, Drehbuch
- 1936: Männer sind keine Götter (Men Are Not Gods) – Regie
- 1938: Gateway – Vorlage
- 1938: Der große Walzer (The Great Waltz)
- 1939: Ninotschka (Ninotchka)
- 1940: My Love Came Back – Vorlage
- 1940: Comrade X – Vorlage
- 1941: Lord Nelsons letzte Liebe (That Hamilton Woman)
- 1941: Ehekomödie (That Uncertain Feeling) – Adaption
- 1942: Manila (Somewhere I’ll Find You) – Adaptation
- 1942: Sieben junge Herzen (Seven Sweethearts)
- 1943: The Heavenly Body (USA 1943)
- 1944: Das Haus der Lady Alquist (Gaslight)
- 1947: Lied des Orients (Song of Scheherazade) – Regie
- 1948: Gräfin auf drei Tage (Gräfin auf drei Tage) – Vorlage
- 1949: Lady Windermeres Fächer (The Fan)
- 1951: SOS – Zwei Schwiegermütter (The Mating Season)
- 1951: The Model and the Marriage Broker
- 1953: Niagara
- 1953: Der Untergang der Titanic (Titanic)
- 1954: Die Mücke – Regie, Drehbuch
- 1955: Das Mädchen auf der roten Samtschaukel (The Girl in the Red Velvet Swing)
- 1955: Der Cornet – Die Weise von Liebe und Tod – Regie, Drehbuch
- 1954: Casta diva
- 1956: Moderne Jugend (Teenage Rebel)
- 1957: Einmal eine große Dame sein – Vorlage
- 1957: Geheimring Nippon (Stopover Tokyo)
- 1958: Der ehrbare Bigamist (The Remarkable Mr. Pennypacker)
- 1959: Die Reise zum Mittelpunkt der Erde (Journey to the Center of the Earth)

## Auszeichnungen
- Internationale Filmfestspiele von Venedig 1934: „Bestes Drehbuch“ für Maskerade
- 1941: Oscarnominierung für die „beste Originalgeschichte“ zu Comrade X
- 1954: Oscar für das „beste Drehbuch“ zu Titanic